# Янка Лучина
Янка Лучина, біл. Янка Лучына, справжнє ім'я Іван Луціянович Неслуховський (* 18 липня 1851, Мінськ — † 28 липня 1897, Мінськ) — білоруський поет.

## Псевдонім
Янка Лучина — один з псевдонімів Івана (Яна) Неслуховського, найчастіше та найстабільніше вживаний. Ним поет підписував тільки твори білоруською мовою. Взятий із втраченої частки прізвища предків, псевдонім символізував духовний з'вязок творчості поета з білоруським народом і її просвітницьку роль, що була наче каганець — скромне джерело світла у селянській хаті.

## Сім'я
Іван Неслуховський народився у Мінську. Його батько, Люціан Юрієвич, тоді працював столоначальником у Мінській палаті Цивільного суду, де пізніше, отримавши чин колезького асесора, став секретарем. І хоча шляхетство роду Неслуховських було стародавнім (предок поета Пшебислав прославився у XIII ст. в битві з татаро-монголами), сенат затвердив їх «у шляхетській гідності» не одразу, а лише через повторне представлення, у 1838 році.

## Біографія
Походив зі шляхетного роду Лучивка-Неслуховських. Виховувався у приватному пансіоні викладача Тіля, звідки дітей дозволяли забирати лише у неділю та на свята. В 14 років його прийняли у Мінську класичну гімназію, відразу у 3 клас. Навчався відмінно і на початку наступного року був нагороджений похвальним листом.
У 1870 році закінчив гімназію, як один з найкращих учнів. Продовжити навчання вирішив у Петербурзі, в університеті. Він відмінно склав екзамени на математичний факультет і відвідував лекції в університеті до травня 1871 року, після чого з невідомих причин попросив дозволу на відпочинок і, не дочекавшись сесії, виїхав у Мінськ. Нарешті вибір зупинився на професії інженера. У цьому була певна данина моді: у середовищі інтелігенції в той час поширювалася думка, що технічний прогрес може багато поліпшити в суспільстві, позитивно вплинути на соціальні стосунки. Восени 1871 Іван Неслуховський оформив звільнення з університету та вступив у Петербурзький технічний університет, на факультет механіки. Спочатку він відвідував заняття як вільний слухач, а через рік його внесли у список постійних студентів. На канікули він зазвичай приїжджав до батьків — у Мінськ та у Мархачовщину під Стовбцями. Виїжджав у Вороніж, де рік працював на залізниці, призупинивши для цього навчання. У вересні 1877 рішення навчального комітету Технологічного інституту про присвоєння Іванові Неслуховському ступеня інженера-технолога було затверджене приятелем міністра фінансів, і молодий спеціаліст, подавши заяву з проханням вислати диплом у Мінськ на ім'я батька, невідкладно покинув Петербург.
У кінці вересня або на початку жовтня Іван Неслуховський, ймовірно, був уже в Тбілісі, де почав працювати на залізничних складах. Через два роки коли він був уже керівником тих складів, він, «перебуваючи у Мінську, захворів паралічем ніг». У Тбілісі Іван Люціанович не повернувся. Тривале лікування не дуже допомагало: він міг пересуватися тільки за допомогою милиць. Біда, однак, не похитнула життєлюбства, не позбавила спраги до дій. Він влаштувався на службу у мінське технічне бюро Лібова-Роменської залізниці, де знадобилася його інженерна освіта. Від самої молодості він захоплювався риболовлею та полюванням.

## Творчість
Писав білоруською, польською, російською мовами. Працював у різних жанрах.
Свої перші білоруські твори Янка Лучина не публікував. Як білоруський поет він дебютував у друці у 1889 році, колі розмістив у газеті «Минский листок» вірш «Весняною порою», поклавши тим самим початок повернення білоруської літератури до друкованого життя, яке було перерване після поразки повстання 1863 року царськими репресіями на чверть століття.
Автор поем «Мисливці акварелі з Полісся», «Віолета», «Гануся», «Андрій». Тематична поезія Янки Лучини пов'язана переважно з життям білоруського села. Він по-мистецьки відчував дійсність, стверджував демократичні ідеали. Продовжуючи традиції Владислава Сирокомлі, поет зосереджував увагу на малюнках сільського життя і на образі селянина як головного носія білоруської національної ментальності, розвивав взаємодію реалістичного та романтичного початків у своїй творчості, закладав основи білоруської філософської лірики.
Стримано-ідилічний малюнок світанку у вірші «Весняною порою» змінюється розмовою сватів Пилипа Окуня та Янки Бичка, які через звуконаслідувальну «розгадку» пташиних голосів не тільки показують своє розуміння громадських стосунків, але і женуть хижацьку мораль панівних класів. Це розуміння і осуд виходили, звичайно, від автора, але виходили усвідомлено, з уст ліричних героїв-селян, у відповідності з селянським уявленням про світ, де «не прикравши, не збрехавши, паном не будеш». В очах ліричних героїв Янки Лучини образ пана асоціювався з людиною несумлінною, яка не працює. Таким було ставлення білоруського селянства до носіїв соціальної аморальності, що давало поетові віру у духовну міць народу та надихала на викриття утилітарно-приземленої і хижацької психології громадських негідників, схильних до збагачення коштом інших.
Твори Янки Лучини білоруською мовою не мають прикмет подолання соціально-психологічного бар'єру, який повинен був постати при наближені інтелігента-містянина, питомого шляхтича до «мужицького» типу мислення. У віршах орієнтованих, як правило, на читача з народу, на селянина, по суті, немає стилізації: вони щирі, безпосередні натуральні. Хоча без певного авторського перевтілення все-таки не обійшлося, бо так чи інакше але потрібно було вживатися в селянську свідомість і разом з тим перейти від власного досвіду польськомовного віршування до естетичного освоєння можливостей білоруської народної мови. Янка Лучина з цим впорався. Видатний творчий результат став можливим тому, що перетворення життєвого матеріалу на новому рівні вимагалося високим громадським сумлінням поета.
У віршовому рядку Лучини білоруські слова знаходяться в невимушено-простій синтаксичній взаємозалежності, у читача виникає відчуття, ніби він слухає мову — довірливу розмову автора. Оповідальна інтонація більшості поетичних творів, написаних білоруською мовою — це рух назустріч селянину, для кого задумувався і створювався вірш. Через розмовний стиль, який відповідав духу часу та обумовлювався демократичним настроєм автора, виявлялося злиття його особи з прагненнями і ладом думок селянства, відбувалося мистецьке відкриття епічної постаті білоруського селянина.
Будучи поетом ліричного таланту, Янка Лучина зосереджував увагу не так на зовнішньо-буттєвих проявах сучасності, як на внутрішньому світі свого героя, на його переживаннях, позначених історико-конкретними рисами пореформного часу. У вірші, «Що думає Янка, везучи дрова у місто» поет передає хід думок селянина таким чином, що невесело-спокійні спогади Янки власних життєвих негод ніби передбачає зародження у читача роздуму над селянською недолею.
Олег Лойка зазначав:
|  | Гэты Янка думае словамі, выразамі, як і герой Багушэвіча, зачэрпнутымі з маляўнічасці, эмацыянальнасці жывой гутарковай мовы сялян (у яго «сярмяжка... ветрам шыта», бяда яго «у карк пагнала», каб адагрэцца на марозе, ён гатоў «у карчомцы... стукнуць чарку»). Але перш за ўсё за самім ходам думак, перажыванняў свайго героя сачыў Лучына, псіхалагізму як накірунку свайго мастацкага раскрыцця аддаваў пальму першынства... Цей Янка думає словами, виразами, як і герой Богушевича, почерпаними з мальовничості, емоційності живої розмовної мови селян (у нього «сорочка... вітрами шита», біда його «у карк погнала», щоб відігрітись на морозі, він готовий «у карчмі... стукнути чарку»). Але перш за все за самим ходом думок, переживань свого героя слідкував Лучина, психологізму як напрямку свого мистецького розкриття віддавав пальму першості... |

Ще більшого заглиблення у психологію селянина Янка Лучина досяг у вірші «Старий лісник» — білоруському варіанті уривка зі своєї польськомовної поеми «Мисливці акварелі з Полісся». Торкаючись питання соціальної нерівності у суспільстві, поет скеровує головну увагу на душевний стан старого Гришка, який, не дивлячись на свою старечу неміч, вирішив вислідкувати та вбити шкідливого ведмедя. Ніхто та ніщо не може зупинити його наміри. І це не впертість, як здається іншим людям, а справа його честі та обов'язку, це, зрештою, ще одна, мабуть, остання можливість ствердити себе. Враження духовної моці та якість першородної правоти Гришка справляє його розмова з панами, яка і складає основний зміст діалогового вірша «Старий лісник».
У вірші «Рідній стороні» постає візуальний малюнок батьківщини поета, заснований на конкретних образах-прикметах рідного краю та освітлений щемливим почуттям любові до вітчизни. Це почуття поета і в щирому співчутті соціально приниженого населення Білорусі, і в непохитній вірі у майбутнє рідної землі, у майбутнє її народу:
|  | Сонца навукі скрозь хмары цёмныя Прагляне ясна над нашай ніваю, I будуць жыці дзеткі патомныя Добраю доляй — доляй шчасліваю!.. |

Патріотичний мотив прикметно та часто пульсував у польськомовних творах поета: «Дві зорі», «Пишний малюнок», «Прощання», «Як море, хвилюється з ветром пригідго…» і інш.
Він автор нарису «З кривавих днів» (1889), написаного за спогадами учасника повстання 1863–1864 років і присвяченого пізнанню епізодів, картин визвольної війни на Мінщині і походу від Мінська в Ігуменський повіт під керівництвом Болеслава Свентаржецького та С. Лесковського. Зберігся також його драматичний нарис без назви.
Перекладав з польської мови на білоруську (У. Сирокомля) та російську (У. Сирокомля, А. Осник), з російської на польську (Іван Крилов, Микола Некрасов, В. Чуміна-Михайлова та інші), з німецької (Генріх Гайне), давньогрецької (Гомер).

## Спадщина
До нашого часу дійшла лише частина білоруськомовних і польськомовних творів. Під час Першої світової війни спадщина Янки Лучини потрапила за кордон.
Польською мовою видана книга віршів Янки Лучини «Поетичні твори» (Варшава, 1898), також декілька віршів увійшли до польськомовної збірки «Вірші» (1898), російською мовою опубліковано декілька віршів та повість «Вірочка» (1900), у Петербурзі білоруською мовою — збірка «В'язанка» (1903, підготована до друку спілкою «Гурт білоруської народної просвіти і культури»)
Іншомовні твори Янки Лучини на білоруську мову перекладали Михась Климкович, Михась Машара, Пилип Пестрак, К. Тітов, Микола Арочка, Григорій Бородулін, Володимир Мархель, Г. Тумаш, І. Чигрин та інші.